# فوسيو
الفوسيو (بالإسبانية: Voseo)‏ (تلفظ بالإسبانية: ‎/boˈse.o/‏) وهي إحدى قواعد اللغة الإسبانية وتتضمن استخدام ضمير الجمع المخاطب (vos) بدلا من ضمير الفرد المخاطب (tú) وله تصريفاته الخاصة في العديد من اللهجات الإسبانية، وفي تلك اللهجات قد يستخدم الناس هذا الضمير بشكل كلي أو إلى جانب (tú) والذي يسمى استعماله بـالتوتيو.
يستخدم الضمير (vos) بشكل أساسي بدلا من (tú) في الأرجنتين والأوروغواي والبيرو وشرق بوليفيا.
كما بعرض هذا الضمير (vos) في اللهجة الإسبانية لأمريكا الوسطى (السلفادور وغواتيمالا والهندوراس ونيكاراغوا وكوستاريكا وجنوب شياباس من المكسيك، في حين أن (tú) تستخدم في الوسائط بشكل أكبر في شمال أمريكا الوسطى، أما في كوستاريكا ونيكاراغوا فإن (tú) قليلا ما تستخدم.

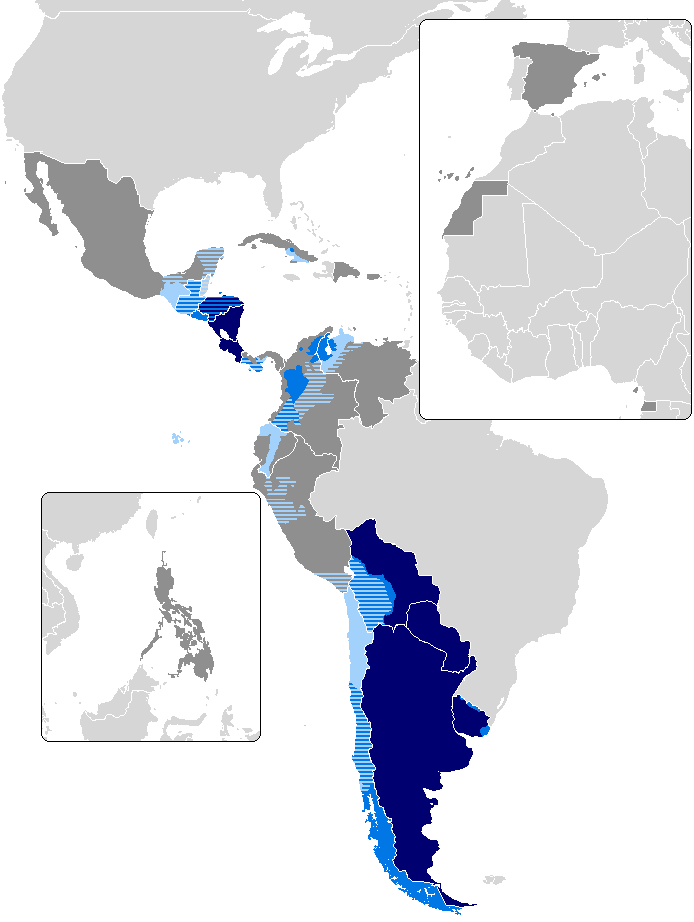
استخدام الفوسيو كتابة ونطقا
استخدام الفوسيو نطقا بشكل عام
استخدام الفوسيو إلى جانب التوتيو
لا وجود للفوسيو

## القواعد
| الجمع في شبه جزيرة أيبيريا | النوع الأول مفرد  | النوع الثالث مفرد | النوع الثاني مغرد | الشكل الإعتيادي مفرد | النهاية    |
| -------------------------- | ----------------- | ----------------- | ----------------- | -------------------- | ---------- |
| vosotros cantáis           | vos cantáis       | vos cantás        | tú cantái         | tú cantas            | -ar        |
| vosotros corréis           | vos corréis       | vos corrés        | tú corrís         | tú corres            | -er        |
| vosotros partís            | vos partís        | vos partís        | tú partís         | tú partes            | -ir        |
| vosotros colgáis           | vos colgáis       | vos colgás        | tú colgái         | tú cuelgas           | -ar        |
| vosotros perdéis           | vos perdéis       | vos perdés        | tú perdís         | tú pierdes           | -er        |
| vosotros decís             | vos decís         | vos decís         | tú decís          | tú dices             | -ir        |
| (الأمر)                    | ¡Vosotros, mirad! | ¡Vos, mirad!      | ¡Vos, mirá!       | ¡Tú, mira!           | ¡Tú, mira! |

بالطبع هذه القاعدة تحتوي على عددا من الأنواع:
- النوع الأول: يستخدم الضمير إلى جانب تصريف الفعل مع الضمير.
- النوع الثاني: يستخدم الضمير (tú) ولكن إلى جانب تصريف آخر يسمى بالفوسيو.
- النوع الثالث: يستخدم الضمير (vos) إلى التصريف الخاص به.

## الدول التي تستخدم الفوسيو

### كتابة ونطقا

#### الأرجنتين
ويستخدم الفوسيو ذو النوع الثالث ولا وجود للضمير (tú)، ويستخدم بشكل عام في جميع الشرائح الاجتماعية ويستخدم نطقا وكتابةً وحتى بالمطبوعات والدراسة الأكاديمية.

#### كوستاريكا
يستخدم الفوسيو من النوع الثالث ولا وجود للضمير (tú)، ولكنه يعتبر كتابياً، وطريقة الفوسيو كثيفة أيضا، وتظهر بين المعارف والأقارب والأصدقاء وبالإذاعة، لكن بشكل عام قد يستخدم (usted) بين المعارف والأصدقاء غير المقربين، والأشخاص غير المعروفين، نادرا ما يستخدم (tú) بينما يستخدم الفوسيو بشكل رئيسي في كارتاغو وسان خوسيه ومركز مدينة إيريذيا، بينما في مناطق أخرى في إيريذيا والأخويلا والمناطق الريفية والساحلية يستخدم (usted) إلى جانب (vos).

#### نيكاراغوا
تستخدم قاعدة الفوسيو من النوع الثالث بشكل كبير جدا وقليلا ما يستخدم الضمير (tú).

#### أوروغواي
بستخدم الفوسيو من النوع الثالث.

#### باراغواي
يستخدم الفوسيو من النوع الثالث ولا وجود أبداً للضمير (tú).

### بشكل معتدل

#### بوليفيا
تستخدم قاعدة الفوسيو من النوع الثالث في الشرق، بينما النوع الثاني في الغرب.

#### شيلي
يستخدم الفوسيو من النوع الثاني، وانتبه أن تستخدم النوع الثالث إذ أنه يستخدم للحط من قدر الشخص الآخر.

#### دول أخرى
وهي السلفادور، وغواتيمالا والهندوراس.

### بشكل نادر
في دول ككولومبيا وكوبا والإكوادور والمكسيك وبنما والبيرو وبويرتوريكو وفنزويلا.